# Wilhelmina Cooper
Wilhelmina Behmenburg (1 de mayo de 1939 - 1 de marzo de 1980) fue una modelo neerlandesa que comenzó a trabajar en la agencia Ford Models y que, en la cúspide de su carrera, fundó su propia agencia de modelaje Wilhelmina Models, en Nueva York en el año 1967.

## Biografía
Nacida en los Países Bajos, fue conocida profesionalmente como Wilhelmina, o Willy por sus más cercanos. Se mudó con su familia a Chicago en 1954. Se casó con Bruce Cooper, el exproductor ejecutivo del programa The Tonight Show en 1965.

## Wilhelmina Models
Eileen Ford, ejecutiva de Ford Models, estaba herida y molesta al darse cuenta de que una de sus modelos se convertiría en su competidora. Conocida internacionalmente por su duro trabajo, reclutó a los mejores fotógrafos con los que antes había trabajado. Fue hábil en traducir sus conocimientos sobre negocios, y le dio a los nuevos talentos una apariencia basada en su propia filosofía de belleza, glamour y elegancia. Wilhelmina Models y Ford Models eran las dos principales agencias de modelos, antes de que se crearan Elite y otras.
Wilhelmina continuó dirigiendo su agencia hasta principios de los años 1980, cuando murió de cáncer de pulmón a los 40 años en el Hospital Greenwich de Connecticut.

## Wilhelmina en la cultura popular
Cooper fue personificada por Faye Dunaway en la película de 1998 Gia, la cual narra la historia de Gia Marie Carangi, una supermodelo descubierta por Wilhelmina. Más tarde falleció de cáncer.